# Jacques Sever
Jacques Sever, né le 17 avril 1845 à Lille (Nord) et décédé le 21 juillet 1917 à Paris, est un militaire et homme politique français.

## Biographie
Admis à l'école Polytechnique en 1865, il fait ensuite l'école du Génie de Metz, il termine sa carrière comme colonel en 1892. Il est député de la 3e circonscription de Lille de 1895 à 1898, inscrit au groupe socialiste.

## Décorations
- Commandeur de la Légion d'honneur par décret du 31 décembre 1907[1].

## Sources
- « Jacques Sever », dans Adolphe Robert et Gaston Cougny, Dictionnaire des parlementaires français, Edgar Bourloton, 1889-1891 [détail de l’édition]